# Ярроу: осіння казка
«Ярроу: осіння казка» (англ. Yarrow: An Autumn Tale) — роман у жанрі сучасне міське фентезі канадського письменника Чарльза де Лінта, опублікований у 1980-х роках у Оттаві. 

## Сюжет
Роман розповіжає про письменника-фантаста, в якого є таємне джерело натхнення: коли вона спить, то відвідує світ, де магія є реальністю. Проте письменниця не знає, що надприродний хижак, який харчується снами, харчується за рахунок неї, чим знищує цей світ.